# Барбара Садовська
Барбара Садовська (пол. Barbara Sadowska; 24 лютого 1940, Париж, Франція — 1 жовтня 1986, Отвоцьк, Польща) — польська поетеса.
Навесні 1983 року її побили під час нападу міліціянтів з антитерористичної частини («невідомих осіб» на комісію з допомоги інтернованим, що розташовувався в костелі святого Марціна у Варшаві. Незабаром її сина Гжегожа Перемика було вбито представниками Громадянської міліції.

## Резюме
Народилась у Парижі. Приїхала до Польщі після війни. Її батько, Францішек Трембицький, був активним у французькому опорі і помер у концтаборі. Вона мешкала спочатку в Сопоті, а згодом у Варшаві. Садовська закінчила Державну середню школу образотворчих мистецтв у Варшаві. У 1963 році вона вийшла заміж за інженера Леопольда Перемика. Її дебют як поетеси відбувся у 1957 році, коли в тижневику «Нова культура» була опублікована поема «Мама». Її асоціювали з гібридною поетичною орієнтацією, вона була членом Спілки письменників Польщі (1964—1983) та Польського ПЕН-клубу (з 1981). З 1977 року вона друкувала свої вірші у підпільному видавництві, в тому числі у листі «Запис».
У 1964 році Барбару Садовську допитали в рамках розслідування загибелі Богдана Пясецького. Під впливом подій березня 1968 року та подій грудня 1970 року вона перебувала в опозиції до діючої комуністичної влади Польщі, за що її переслідувала Служба безпеки, в тому числі кілька разів заарештовували. Через спробу транспортувати заборонену літературу з Парижа до «народної Польщі» та підписуватися проти конституційних змін, вона перебувала під наглядом департаменту громадянської міліції KS у складі Паризького бюро SOR. реєстр. 13686 (1976—1977 AIPN, 01322/628, AIPN, 01326/98). До 1977 року їй заборонили виїжджати за кордон.
Вона була членом Комітету Примату за допомогу людям, позбавленим свободи та їхнім сім'ям. Під час воєнного стану вона надала прихисток активісту NSZZ Solidarność з Ельблонга Єжі Кавчинському. Затримана прокуратурою Військового гарнізону 20 березня 1982 року, її підозрювали у поширенні антидержавних листівок. За матеріалами Служби безпеки, втручання було викликане скаргами сусідів, які скаржилися на гучні звуки, що лунали з квартири Садовської. Садовська була звільнена на початку квітня 1982 року через стан здоров'я. Адвокат Мацей Беднаркевич сприяв її звільненню. 29 квітня 1983 року її знову заарештували за зберігання паперів та марок «Солідарності», а в її квартирі проведено обшук. 3 травня представники підрозділу ЗОМО народної міліції вдерлися на територію францисканського монастиря та костелу святого Марціна, де зруйнували кімнати, які займали активісти Примасового Комітету допомоги та побили шістьох людей, у тому числі й Садовську. У неї був зламаний правий палець, і їй погрожували, що з сином може статися щось погане.
Під час другої апостольської подорожі Івана Павла II до Польщі у червні 1983 року Садовська була прийнята папою під час його приватної аудієнції.
Вона померла від раку легенів та похована на Повонзківському цвинтарі у Варшаві, на полі № 100-1-10.
У 1988 році з ініціативи Яцека Боченського, Єжи Фіцовського, Яна Юзефа Ліпського, Анджея Щепьорського та Артура Міджижецького Барбара Садовська, яка мала вручити нагороди свого імені видатним поетам; нагороди вручалися лише один раз.

## Збірки поезій
- 1959 — «Провід зламаний»[4];
- 1963 — «Над вогнем»[4];
- 1972 — «Ти не можеш розраховувати на мене, я не захищаю себе»;
- 1974 — «Моє»;
- 1981 — «Ступор»[4];
- 1984 — «Солодке бути дитиною Божою»[4];
- 1986 — «Останні вірші» (посмертно)[5][4];
- 1997 — «Вічна мрія відкритого неба» (посмертно)[10].